# 組換えホットスポット
組換えホットスポット（くみかえホットスポット、英: recombination hotspot）は、ゲノム上で中立的な期待値よりも高い組換え率を示す領域である。ホットスポット内の組換え率は周辺領域よりも数百倍も高い場合がある。組換えホットスポットはこの領域内でのDNA切断の形成率が高いために生じたものである。このことは有糸分裂期にも減数分裂期にも当てはまり、この語は減数分裂期のプログラムされた二本鎖切断の不均一な分布よる組換えイベントを指す場合もある。

## 減数分裂期組換え
減数分裂期の乗換えによる組換えは、細胞が相同染色体の適切な分離とDNA損傷の修復を促進する機構であると考えられている。乗換えには二本鎖切断とその後の相同鎖の侵入（strand invasion）、修復過程が必要である。通常、組換えの開始部位は系図解析または連鎖不平衡の解析による乗換えイベントのマッピングによって同定される。連鎖不均衡の解析によって、ヒトゲノムには30,000か所以上のホットスポットが同定されている。ヒトでは、各ホットスポットにおける乗換え型組換えの平均的な頻度は1,300回の減数分裂につき1回であり、最も高頻度のホットスポットでは乗換え頻度は110回の減数分裂につき1回にもなる。

## ゲノム再編成
組換えはDNA複製のエラーによっても引き起こされ、その結果ゲノム再編成が引き起こされる。こうしたイベントは多くの場合、病理と関係している。しかしながら、ゲノム再編成は新たな遺伝子の組み合わせを生み出すため、進化の駆動力ともなると考えられている。組換えホットスポットは、ゲノム再編成による遺伝的多様性の駆動という利点と、有利な遺伝子の組み合わせを維持するために働く選択圧との相互作用によって生じたものである可能性がある。

## 開始部位
DNAには、組換えが起こりやすい「脆弱部位」が存在する。脆弱部位は、CGG-CCG、CAG-CTG、GAA-TTC、GCN-NGCといったトリヌクレオチドリピートと関係している。こうした配列は哺乳類と酵母の間で保存されており、不安定性はDNAの分子構造に固有の何らかの性質によって引き起こされており、またDNA反復配列の不安定性と関係していることが示唆される。こうした部位では複製時のラギング鎖において、一本鎖DNAがトリヌクレオチドリピート内で自己対合してヘアピン構造を形成すると考えられている。ヘアピン構造はDNAの切断を引き起こし、高頻度での組換えをもたらす。
組換えホットスポットは、染色体の一部の領域を組換えのためにアクセスしやすい状態にする、染色体の高次構造によるものであるとも考えられている。マウスと酵母で二本鎖切断の開始部位が同定されており、こうした部位はヒストンH3のリジン4番のトリメチル化（H3K4me3）という共通したクロマチンの特徴を持つ。
また、組換えホットスポットはDNA配列や染色体構造によってのみ引き起こされているわけではないようであり、組換えホットスポットの開始部位の規定はゲノムにコードされている場合もある。異なるマウス系統間での組換えの比較によって、Dsbc1遺伝子座がゲノム内の少なくとも2つの組換えホットスポットの開始部位の規定に寄与している遺伝子座として同定されている。さらなる乗換えマッピングによってマウス17番染色体の12.2–16.8 Mb領域にしぼられ、この領域にはPrdm9遺伝子が含まれている。Prdm9遺伝子はヒストンメチルトランスフェラーゼをコードしており、マウスでの非ランダム的な組換え開始部位の遺伝的基礎の証拠となっている。PRDM9遺伝子の迅速な進化は、ヒトとチンパンジーが高い配列同一性を持つにもかかわらず、組換えホットスポットはほとんど共通していないことの説明となる。

## 転写共役型組換え
DNAの機能的領域での相同組換えが転写によって強力に促進されることは、さまざまな生物で観察されている。転写共役型組換えは、転写によってDNAの構造が開かれて外因性の化学物質や内部の代謝産物のDNAへのアクセスが増加し、組換えを誘導するDNA損傷が引き起こされることが少なくとも一因となっているようである。こうした知見は、転写共役型組換えが組換えホットスポットの形成に大きく寄与している可能性を示唆している。

## ウイルスの組換えホットスポット
相同組換えはRNAウイルスでも高頻度で生じる。組換えは非常に類似したウイルス間で高頻度で生じ、乗換えはゲノム中のあらゆる部位で行われるが、選択圧が働く結果、乗換え部位は特定の領域（ホットスポット）へと局在する傾向がある。例えばエンテロウイルスでは、組換えホットスポットは5' UTRとキャプシド領域との接合部、そしてP2領域の開始部位に同定されている。これら2つのホットスポットはキャプシドをコードするP1領域に隣接している。コロナウイルスでは、スパイク領域が組換えホットスポットとなっている。

## 関連文献
- Researchers find surprising difference between human and chimp genomes "Despite 99% DNA similarity between humans and our nearest relative, chimpanzees, the locations of DNA swapping between chr omosomes, known as recombination hotspots, are almost entirely different. The surprising finding is reported in a paper published [in 2005] in Science by Oxford University statisticians and US and Dutch geneticists."
- What's so hot about recombination hotspots? A primer on recombination hotspots by Jody Hey in PLoS  Biology